# Kunstrijden op de Olympische Winterspelen 2022
Kunstrijden was een van de sporten die beoefend werden tijdens de Olympische Winterspelen 2022 in Peking. De wedstrijden vonden plaats in het Capital Indoor Stadium.

## Wedstrijdschema
| Datum                 | Lokale tijd | MET   | Onderdeel              |
| --------------------- | ----------- | ----- | ---------------------- |
| vrijdag 4 februari    | 10:02       | 03:02 | Landenwedstrijd        |
| vrijdag 4 februari    | 20:00       | 13:00 | Openingsceremonie      |
| zondag 6 februari     | 09:37       | 02:37 | Landenwedstrijd        |
| maandag 7 februari    | 09:22       | 02:22 | Landenwedstrijd        |
| dinsdag 8 februari    | 09:22       | 02:22 | Mannen (korte kür)     |
| donderdag 10 februari | 09:38       | 02:38 | Mannen (vrije kür)     |
| zaterdag 12 februari  | 19:07       | 12:07 | IJsdansen (korte dans) |
| maandag 14 februari   | 09:22       | 02:22 | IJsdansen (vrije dans) |
| dinsdag 15 februari   | 18:08       | 11:08 | Vrouwen (korte kür)    |
| donderdag 17 februari | 18:08       | 11:08 | Vrouwen (vrije kür)    |
| vrijdag 18 februari   | 18:38       | 11:38 | Paren (korte kür)      |
| zaterdag 19 februari  | 19:08       | 12:08 | Paren (vrije kür)      |
| zondag 20 februari    | 12:00       | 05:00 | Gala                   |
| zondag 20 februari    | 20:00       | 13:00 | Sluitingsceremonie     |

## Medailles

### Medaillewinnaars
| Onderdeel  | Goud | Goud      | Zilver | Zilver | Brons | Brons  |
| ---------- | --- | --------- | --- | ------ | --- | ------ |
| Mannen     | Nathan Chen Verenigde Staten | 332,60    | Yuma Kagiyama Japan                                                                                                 | 310,05 | Shoma Uno Japan | 293,00 |
| Vrouwen    | Anna Sjtsjerbakova Russische ploeg | 255,95    | Aleksandra Troesova Russische ploeg                                                                                 | 251,73 | Kaori Sakamoto Japan | 233,13 |
| Paren      | Sui Wenjing Han Cong China | 239,88 WR | Jevgenia Tarasova Vladimir Morozov Russische ploeg                                                                  | 239,25 | Anastasia Misjina Aleksandr Galljamov Russische ploeg                                                                       | 237,71 |
| IJsdansen  | Gabriella Papadakis Guillaume Cizeron Frankrijk                                                                                             | 226,98 WR | Viktoria Sinitsina Nikita Katsalapov Russische ploeg                                                                | 220,51 | Madison Hubbell Zachary Donohue Verenigde Staten                                                                            | 218,02 |
| Landenteam | Verenigde Staten Nathan Chen Vincent Zhou Karen Chen Alexa Knierim Brandon Frazier Madison Hubbell Zachary Donohue Madison Chock Evan Bates | 65        | Japan Shoma Uno Yuma Kagiyama Wakaba Higuchi Kaori Sakamoto Riku Miura Ryuichi Kihara Misato Komatsubara Tim Koleto | 63     | Russische ploeg Mark Kondratjoek Kamila Valijeva Anastasia Misjina Aleksandr Galljamov Viktoria Sinitsina Nikita Katsalapov | 54     |

### Medaillespiegel
| Plaats | Land             | NOC    | Goud | Zilver | Brons | Totaal |
| ------ | ---------------- | ------ | ---- | ------ | ----- | ------ |
| 1      | Verenigde Staten | USA    | 2    | 0      | 1     | 3      |
| 2      | Russische ploeg  | ROC    | 1    | 3      | 2     | 6      |
| 3      | China            | CHN    | 1    | 0      | 0     | 1      |
| 3      | Frankrijk        | FRA    | 1    | 0      | 0     | 1      |
| 5      | Japan            | JPN    | 0    | 2      | 2     | 4      |
| Totaal | Totaal           | Totaal | 5    | 5      | 5     | 15     |